# Ōza 1971
L'Ōza 1971 è stata la diciannovesima edizione del torneo goistico giapponese Ōza.

## Svolgimento
La fase preliminare serve a determinare chi accede al torneo per la selezione dello sfidante. Consiste in una serie di tornei preliminari iniziali, i cui vincitori si qualificano al torneo per la determinazione dello sfidante.
- W indica vittoria col bianco
- B indica vittoria col nero
- X indica la sconfitta
- +R indica che la partita si è conclusa per abbandono
- +N indica lo scarto dei punti a fine partita
- +F indica la vittoria per forfeit
- +T indica la vittoria per timeout
- +? indica una vittoria con scarto sconosciuto
- V indica una vittoria in cui non si conosce scarto e colore del giocatore

|  | Primo turno       | Primo turno       | Primo turno |  |  | Secondo turno     | Secondo turno     | Secondo turno   |       |               | Semifinali    | Semifinali | Semifinali |  |  | Finale | Finale | Finale |
|  |                   |                   |             |  |  |                   |                   |                 |       |               |               |            |            |  |  |        |        |        |
|  | Go Seigen         |                   |             |  |  |                   |                   |                 |       |               |               |            |            |  |  |        |        |        |
|  | Hosai Fujisawa    | Hosai Fujisawa    | W+0,5       |  |  | Hosai Fujisawa    | Hosai Fujisawa    |                 |       |               |               |            |            |  |  |        |        |        |
|  | Ikuro Ishigure    | Ikuro Ishigure    |             |  |  | Dogen Handa       | Dogen Handa       | B+R             |       |               |               |            |            |  |  |        |        |        |
|  | Dogen Handa       | Dogen Handa       | V           |  |  |                   |                   |                 |       | Dogen Handa   | Dogen Handa   |            |            |  |  |        |        |        |
|  | Utaro Hashimoto   | Utaro Hashimoto   | W+2,5       |  |  |                   | Rin Kaiho         | Rin Kaiho       | W+7,5 |               |               |            |            |  |  |        |        |        |
|  | Shuzo Ohira       | Shuzo Ohira       |             |  |  | Utaro Hashimoto   | Utaro Hashimoto   |                 |       |               |               |            |            |  |  |        |        |        |
|  | Katsuji Kada      | Katsuji Kada      |             |  |  | Rin Kaiho         | Rin Kaiho         | B+14,5          |       |               |               |            |            |  |  |        |        |        |
|  | Rin Kaiho         | Rin Kaiho         | B+R         |  |  |                   |                   |                 |       |               | Rin Kaiho     | Rin Kaiho  |            |  |  |        |        |        |
|  | Kaku Takagawa     | Kaku Takagawa     | B+R         |  |  |                   | Shoji Hashimoto   | Shoji Hashimoto | B+R   |               |               |            |            |  |  |        |        |        |
|  | Kaoru Iwamoto     | Kaoru Iwamoto     |             |  |  | Kaku Takagawa     | Kaku Takagawa     | B+R             |       |               |               |            |            |  |  |        |        |        |
|  | Toshiro Yamabe    | Toshiro Yamabe    |             |  |  | Hideyuki Fujisawa | Hideyuki Fujisawa |                 |       |               |               |            |            |  |  |        |        |        |
|  | Hideyuki Fujisawa | Hideyuki Fujisawa | W+1,5       |  |  |                   |                   |                 |       | Kaku Takagawa | Kaku Takagawa |            |            |  |  |        |        |        |
|  | Shoji Hashimoto   | Shoji Hashimoto   | W+R         |  |  |                   | Shoji Hashimoto   | Shoji Hashimoto | B+R   |               |               |            |            |  |  |        |        |        |
|  | Takeo Kajiwara    | Takeo Kajiwara    |             |  |  | Shoji Hashimoto   | Shoji Hashimoto   | B+R             |       |               |               |            |            |  |  |        |        |        |
|  | Takeshi Sumino    | Takeshi Sumino    |             |  |  | Hideo Otake       | Hideo Otake       |                 |       |               |               |            |            |  |  |        |        |        |
|  | Hideo Otake       | Hideo Otake       | B+3,5       |  |  |                   |                   |                 |       |               |               |            |            |  |  |        |        |        |

## Finale
La finale è una sfida al meglio delle tre partite.